# Kali (football)
Pour les articles homonymes, voir Gonçalves, Alonso et Kali (homonymie).
 Kali, de son vrai nom Carlos Manuel Gonçalves Alonso, né le 11 octobre 1978 à Luanda, est un footballeur angolais. Il joue au poste de défenseur avec l'équipe d'Angola.

## Biographie
Le 20 août 2009, il est recruté par l'AC Arles-Avignon, fraîchement promu en Ligue 2. Mais, le joueur résilie son contrat quelques mois plus tard, reprochant à son club de l'avoir empêché de jouer des matchs amicaux de l'équipe d'Angola en préparation de la CAN 2010.

## Carrière
- 1998-2001 : FC Barreirense -  Portugal
- 2001-2005 : CD Santa Clara -  Portugal
- 2005-2006 : FC Barreirense -  Portugal
- 2006-2009: FC Sion -   Suisse
- août 2009-novembre 2009 : AC Arles-Avignon  -  France
- 2010-... : Primeiro de Agosto -  Angola

## Palmarès
- 2009 : Vainqueur de la Coupe de Suisse avec le FC Sion